# Seville
Seville é uma vila localizada no estado norte-americano de Ohio, no Condado de Medina.

## Demografia
Segundo o censo norte-americano de 2000, a sua população era de 2160 habitantes.
Em 2006, foi estimada uma população de 2446, um aumento de 286 (13.2%).

## Geografia
De acordo com o United States Census Bureau tem uma área de
5,2 km², dos quais 5,2 km² cobertos por terra e 0,0 km² cobertos por água. Seville localiza-se a aproximadamente 298 m acima do nível do mar.

## Localidades na vizinhança
O diagrama seguinte representa as localidades num raio de 8 km ao redor de Seville.